# Ј-ер
Ј-ер или J-Air Co, Ltd. (јап. 株式会社ジェイエア - је регионална авио-компанија Јапана.

## Дестинације
Ј-ер лети на следећим дестинацијама (на дан јануар 2013):
- Јапан
  - Акита – Аеродром Акита
  - Аомори - Аеродром Аомори
  - Фукуока – Аеродром Фукуока Фокус град
  - Ивате-Ханамаки – Аеродром Ханамаки
  - Китакјушу - Аеродром Китакјушу
  - Кочи – Аеродром Кочи Риома
  - Кумамото – Аеродром Кумамото
  - Кунисаки - Аеродром Оита
  - Мијазаки - Аеродром Мијазаки
  - Нагасаки – Аеродром Нагасаки
  - Осака
    - Међународни аеродром Кансаи
    - Међународни аеродром Осака Хаб

  - Нанки-Ширахама - Аеродром Нанки-Ширахама
  - Нагасаки - Аеродром Нагасаки
  - Нигата – Аеродром Нигата
  - Озора - Аеродром Меманбецу
  - Сапоро – Аеродром Нова Читосе Хаб
  - Сендај – Аеродром Сендај
  - Токачи-Обихиро – Аеродром Токачи-Обихиро
  - Токио - Аеродром Ханеда Фокус град
  - Јамагата - Аеродром Јамагата
  - Токушима - Јамагата Токушима

### Дестинације које ће се укинути
- Japan – Фукушма, Хирошима, Изумо, Кагошима, Комацу, Мијазаки, Оита, Макинохара, Тотори[2][3]

## Флота
Флота компаније Ј-ер састоји се од следећих авиона:

### Ранија флота
Авиона који су били у служби код Ј-ера (по абецедном реду):
- Ембраер ЕМБ 110 Bandeirante[3]
- Jetstream 31[3]